# Ландесман Семен Андрійович
Семен Андрійович Ландесман (1860, Одеса — після 1917 р.) — український архітектор, будував в Одесі. Один з міських архітекторів Одеси відомий рядом проєктів громадських споруд.

## Біографія

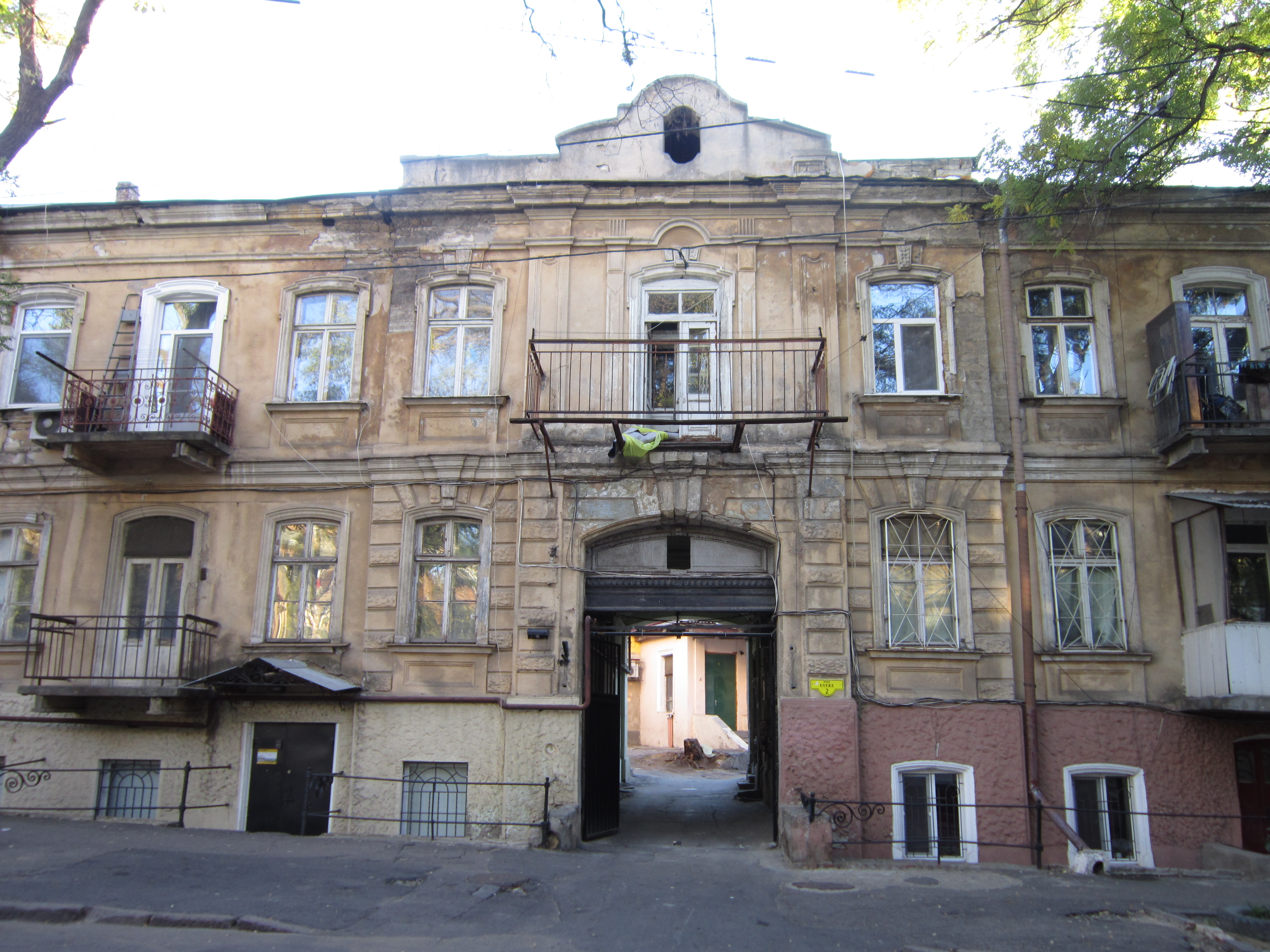
Будинок Вейнштейна, у якому тривалий час мешкав С. А. Ландесман

Закінчив Одеське реальне училище в 1880 році. У 1886 році закінчив Петербурзький інститут цивільних інженерів. У 1880 році служив у російській армії, після чого отримав посаду понадштатного техніка Техніко-будівельного відділення Міської управи.
У 1890 році призначений на посаду архітектора по нагляду за міськими будівлями і з того часу згадується у адресних-календарях. З часу отримання даної посади архітектор мешкав у Будинку Вейнштейна на Князівській вул., 2.
У 1892 році навпроти спорудили будинок ОВІРТТ, членом архітектурного відділу якого був С. А. Ландесман. У 1901—1902 роках по його проєкту поряд було з будинком товариства було споруджено школу будівельників ОВІРТТ.
У межах 1905—1906 років Ландесман переїхав до будинку А. Д. Перкеля на вул. Пастера, 19, у даному будинку він мешкав і у 1913 році, а можливо і до Жовтневої революції.
С. А. Ландесман не займався великими приватними замовленнями у сфері житлового будвництва, на початку XX ст. він здійснює нагляд за різними незначними переробками і спорудами. Проте активно займається спорудженням будівель на замовлення міста, а також приватних громадьких будівель, таких як Бесарабсько-Таврійський банк, театр Сибирякова, лазня Ісаковича.
Архітектор переважно будував у стилі неоренесансу, часто використовував аркові вікна та рясне скульптурне оздоблення, яке у цілому було у помірній кількості. У проєкті надбудови будинку єврейського товариства Ландесман пробує себе у стилі модерн, однак подальші будівлі були споруджені у стилі історизму І лише як апогей творчості у стилі зрілого неокласицизму на центральній вулиці міста було споруджено п'ятиповерховий будинок Я. О. Новікова, будівництво якого висвітлювала тогочасна преса. Також займався спорудженням будівель виконаних по проєктам інших осіб.
У 1910 році С. А. Ландесман вийшов у відставку і зайнявся суто приватною практикою, у 1918 році залишив Російську імперію.

## Проєкти

### Житлові споруди
- 2-поверховий з мансардою будинок Калягіна, 1890 р., Південна вул. / пров. Академіка Ясиновського, 12[4];
- 2-поверховий з мансардою будинок Шокіна, 1890 р., Ніжинська вул., 41[4] (не зберігся);
- 3-поверховий з підвалом будинок Кауфмана, 1890 р., Базарна вул., 34[4] (не зберігся);
- Будинок (3-поверхи) і флігель єврейського сирітського будинку, 1891 р., пров. Нечипурнка, 13[4][5];
- 2-поверховий з флігелем будинок Горбаря, 1891 р., Манежна вул., 2 / Ольгіївський узв., 2[4];
- 2-поверховий з флігелем будинок Гонополя й Кривоноса, 1891 р., Середня вул., 65[4] (не зберігся);
- 2-поверховий з підвалом будинок і флігель Ганеліна, 1891 р., вул. Богдана Хмельницького, 40[4] (не зберігся);
- Реконструкція будинку Неймана для лікарні, 1891 р., вул. Буніна, 26 / Катеринінська вул., 26[5];
- Реконструкція будинку С. Антоніні, 1892 р., вул. Юрія Олеші, 11[5]. Пам'ятка архітектури № 911-Од[6];
- Будинок Кайглухіс, 1892 р., Князівська вул., 4 / вул. Новосельського, 7[5]. Пам'ятка архітектури № 347-Од[6];
- Будинок Ф. Айзнеман, 1892 р., Єврейська вул., 38[5] (не зберігся);
- Будинок управляючого станцією міського водогона «Одеса-Чумка», 1899 р., Водопровідна вул., 15. Щойно виявлена пам'ятка архітектури[6];
- Будинок Зоншейна (спільно з А. Б. Мінкусом), 1899–1900 рр., вул. Новосельського, 91 / Тираспольська вул., 8[5]. Пам'ятка архітектури № 839-Од[6];
- Будинок Фальц-Фейна (спільно з Л. Л. Влодеком), 1899–1900 р., вул. Гоголя, 7[4]. Пам'ятка архітектури № 171-Од[6];
- Споруда для Шполянського, 1901 р., Рішельєвська вул., 55[5];
- Реконструкція і надбудова третього поверху будинку єврейського товариства, поч. XX ст.[7]. Пам'ятка архітектури № 747-Од[6];
- Житловий будинок Південно-західної залізниці, 1902–1903 рр., Приморська вул., 2[5]. Пам'ятка архітектури № 677/1-Од[6];
- Житловий будинок Південно-західної залізниці, 1907 рр., Приморська вул., 4[5]. Пам'ятка архітектури № 677/2-Од[6];
- Нагляд за спорудження будинку Боскі (проєкт: П. Л. Славкін), 1912 р., Мала Арнаутська вул., 43 / Гімназична вул., 16[5]. Пам'ятка архітектури № 463-Од[6];
- Будинок Я. О. Новикова, проєкт 1911 р.[8], будівництво: 1912–1913 рр., Дерибасівська вул., 12[6]. Пам'ятка архітектури № 1-Од[6];

### Громадські споруди
- землеробська ферма для вихованців єврейського сирітського будинку, Латівка[4];
- 15 народних 2- і 3-класних училищ восьми різних типів[4];
- Майстерня і лікарня при Міському сирітському будинку, пров. Матросова, 1/3[4];
- Дві муровані крамниці на Товкущому базарі, Прохорівський сквер[4];
- Електрична станція компанії «Едісон»[4];
- Участь у плануванні міського парку (нині ім. Т. Г. Шевченка) (а також у різні роки: арх. Бернардацці О. Й., Безчастнов М. Ф., садівник Орліков Н. В., арх. Гольденберг Я. С., Баумштейн Е. С.), ІІ-а пол. ХІХ ст., Маразліївська вул. Щойно виявлена пам'ятка[6];
- Нагляд за спорудженням мосту Коцебу вздовж вул. Буніна через Карантинну балку (проєкт: інж. Є. Гарріс), 1889–1890 pp.[4]. Пам'ятка архітектури № 111-Од[6];
- Комплекс споруд міського водогону (спільно з Л. Л. Влодеком), 1880-і — 1890-і рр., Водопровідна вул., 15. Щойно виявлена пам'ятка архітектури[6];
- Молитовний будинок євреїв меблевого цеху, 1890 р., М'ясоєдовська вул., 15[5];
- Лікарня Одеського товариства покровительства тварин, 1891 р., вул. Петра Кутузакія, 21[5];
- Міське початкове училище № 36, 1891 р. (надбудовано Е. Я. Меснером у 1890 р.[9]), Старопортофранківська вул., 40. Пам'ятка архітектури № 828-Од[6];
- Друга жіноча гімназія, 1892–1893 рp., вул. Старопортофранківська вул., 20 / вул. Мечнікова, 15[4][5]. Пам'ятка архітектури № 818-Од[6];
- Нагляд за спорудженням Церкви Григорія Богослова для міських училищ (проєкт Л. Ф. Прокоповича), 1895–1896 pp., Старопортофранківська вул., 18[4]. Пам'ятка архітектури № 817-Од[6];
- Притулок для сестер Червоного Хреста (імовірно амбулаторія), 1896–1898 pp., Італійський бульв., 7 / Маріїнська вул., 2[4]. Пам'ятка архітектури № 48-Од[6];
- Лікарня фабрично-заводських робочих Червоного хреста, кін. 1890-х рр., Люстдорфська дор., 1[5]. Щойно виявлена пам'ятка архітектури[6];
- Бесарабсько-Таврійський банк, 1900 р., вул. Пастера, 25[4]. Пам'ятка архітектури № 56-Од[6];
- Притулок для немічних працівників друку, 1901 р., Фонтанська дорога (на 3-ї станції парового трамваю на Великий Фонтан) (не зберігся)[4];
- Будинок Одеського відділення Імператорського Російського музичного товариства, 1900–1901 pp., вул. Новосельського, 63[4];
- Гідропатичний заклад доктора Абеля і Валіка, 1901–1902 pp., Єлісаветинська вул., 16[4]. Пам'ятка архітектури № 266-Од[6];
- Тріумфальна арка, 1902 р., Французький бульв.[4] (розібрана);
- Школа будівельників Одеського відділення Російського Технічного товариства, 1902 p., Князівська вул., 1а / Старопортофранківська вул.[4]. Пам'ятка архітектури № 345/2-Од[6];
- Лазня С. Ісаковича, 1902 р., Ковальська вул., 57[4]. Пам'ятка архітектури № 396-Од[6];
- Будинок торгового дому Кроне, 1902 р., вул. Жуковського, 28[6]. Пам'ятка архітектури № 10-Од[6];
- Театр Сибірякова, 1903 р., вул. Пастера, 15 / Кінна (після пожежі перебудований у 1914 р. арх. М. Лінецьким)[4]. Пам'ятка архітектури № 620-Од[6];
- Другий єврейський сирітський притулок ім. Л. і Л. Фінкельштейн (спільно з Л. Л. Влодеком), 1904 р., вул. Довженко, 4 корпус 2[5];
- Лазарет Люблінського піхотного полку, 1908 р. вул. 10 квітня, 4[4];
- Будинок банкірського дому «М. Ашкіназі», 1910 р., Рішельєвська вул., 2[4]. Пам'ятка архітектури № 735-Од[6];
- Анатомічний будинок (спільно з Е. Я. Меснером), 1910–1912 pp., Валіховський пров., 4[4];
- Нагляд за спорудженням спільно з М. І. Лінецьким корпусів Фруктового пасажу (проєкт Ф. П. Нестурха), Преображенська вул. / Новощіпний ряд[5]. Щойно виявлена пам'ятка архітектури[6];
- Нагляд за надбудовою третього поверху амбулаторії Медичного факультету Новоросійського університету (проєкт надбудови: арх. Бауер Б. А.), 1912–1913 рр., Валіховский пров., 5 корпус 1[10]. Пам'ятка архітектури № 576/3-Од[6];
- Ремонт міського театру, 1917–1919 рр., Театральна площа[6];

### Нереалізовані проєкти
- Проєкт 3-поверхового будинку Ющенка, 1891 р., Ніжинська вул., 51[4];
- Проєкт Міського пологового будинку, 1894 p., вул. Ямчитського, 2[4].

## Галерея

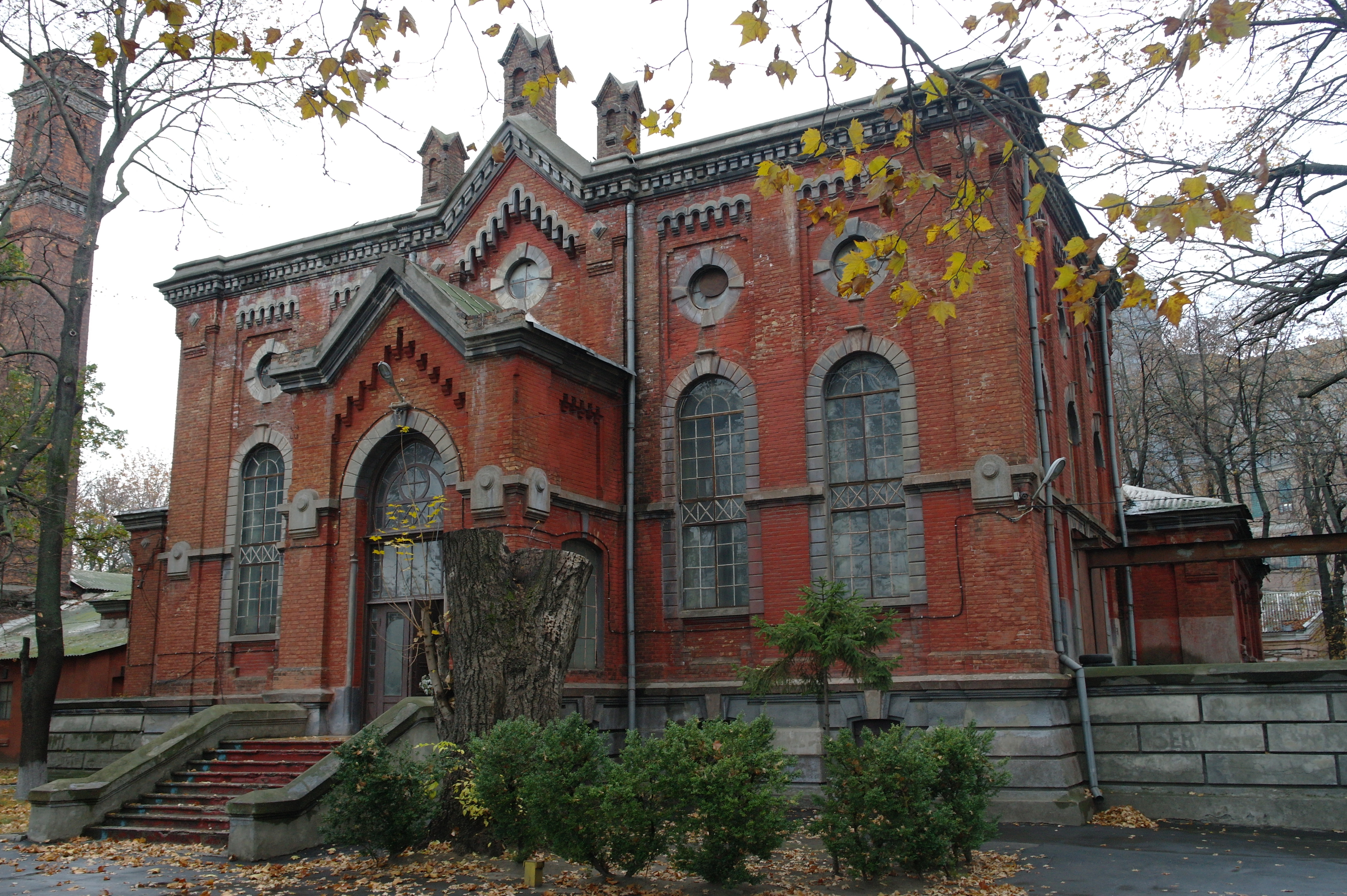
Споруда міського водогону (спільно з Л. Л. Влодеком), 1880-і - 1890-і рр.
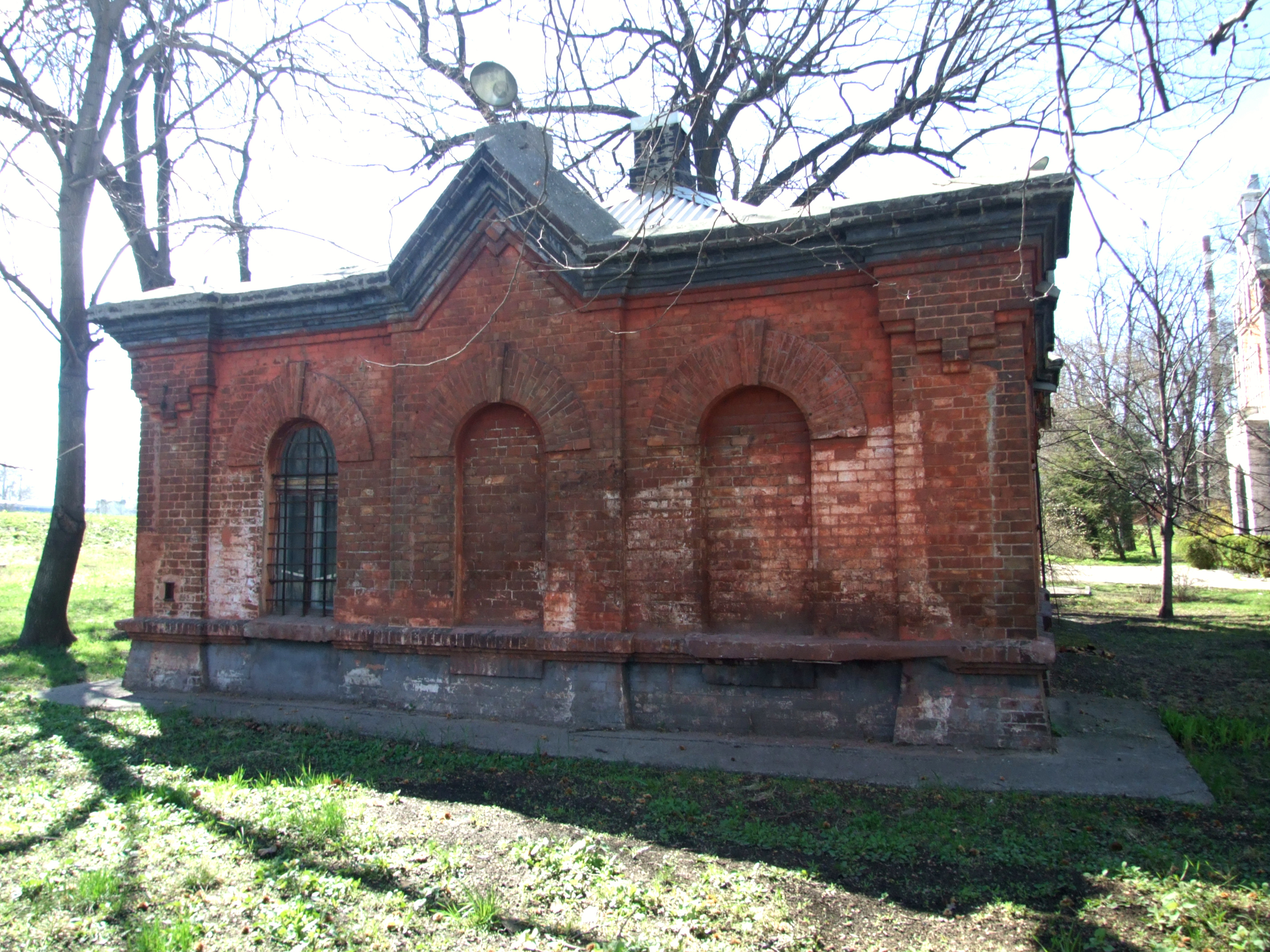
Споруда міського водогону (спільно з Л. Л. Влодеком), 1880-і - 1890-і рр.
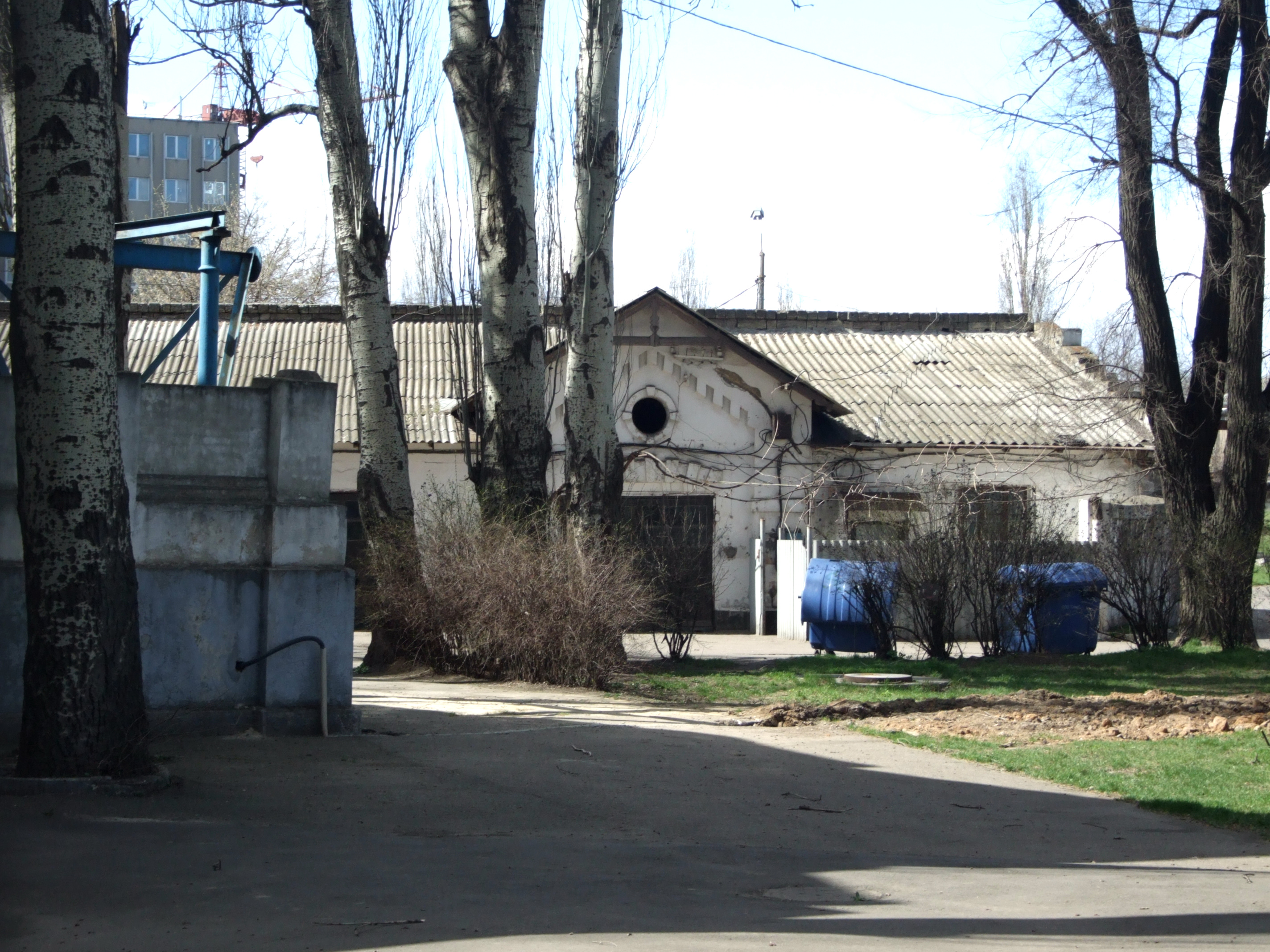
Споруда міського водогону (спільно з Л. Л. Влодеком), 1880-і - 1890-і рр.
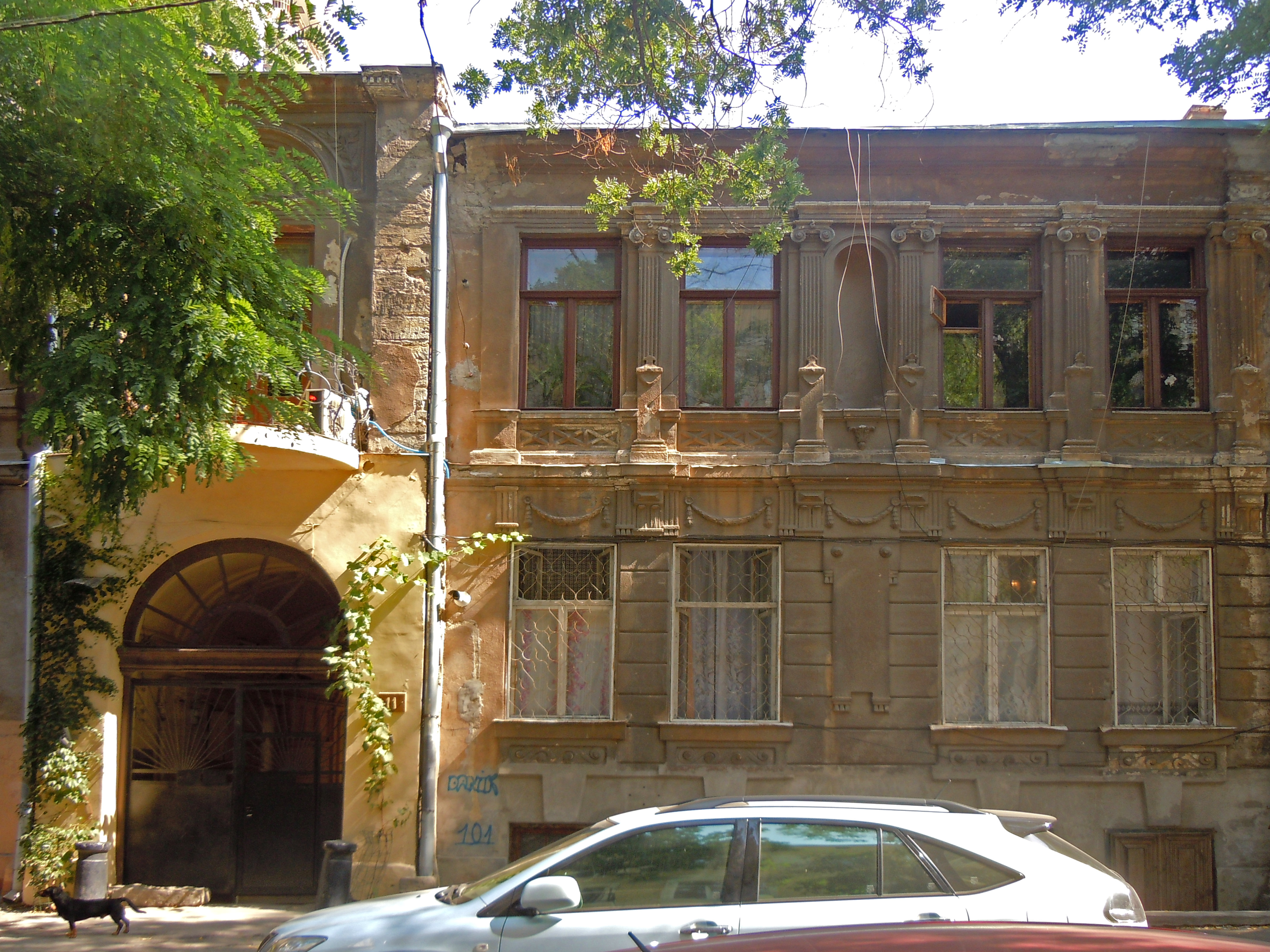
Будинок С. Антоніні, реконструкція 1892
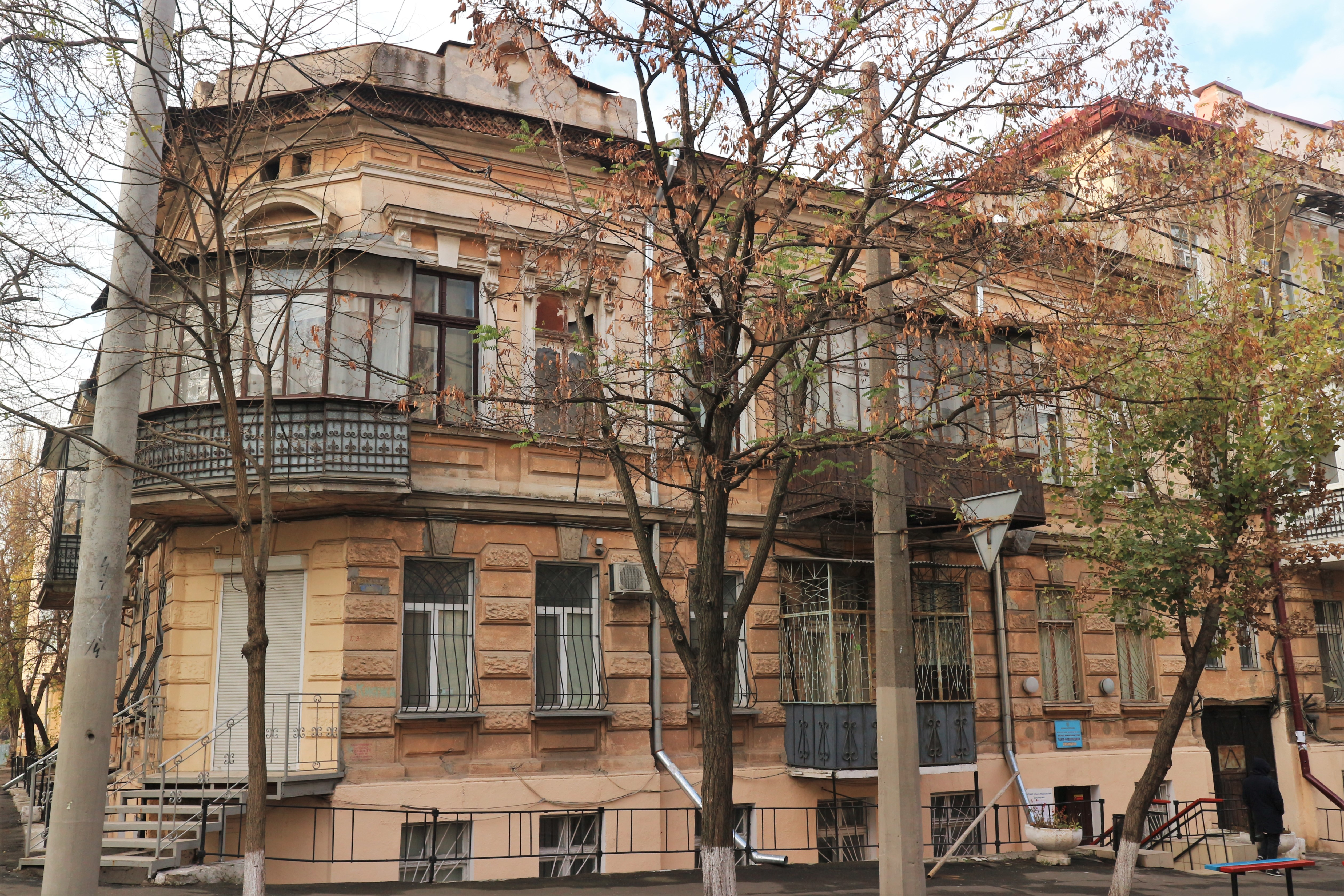
Будинок прибутковий Штейнберга, 1892
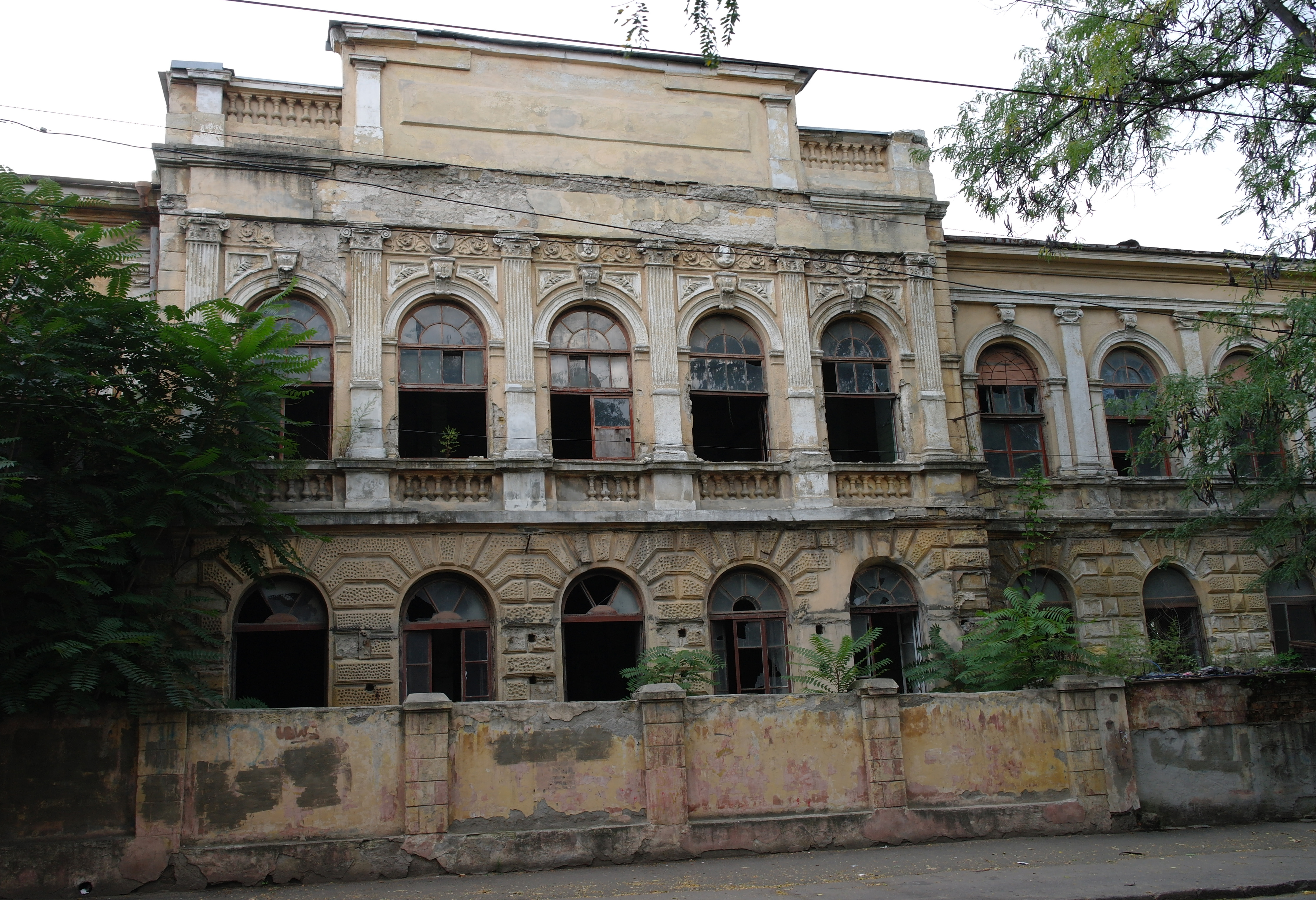
Друга жіноча гімназія, 1892 - 1893
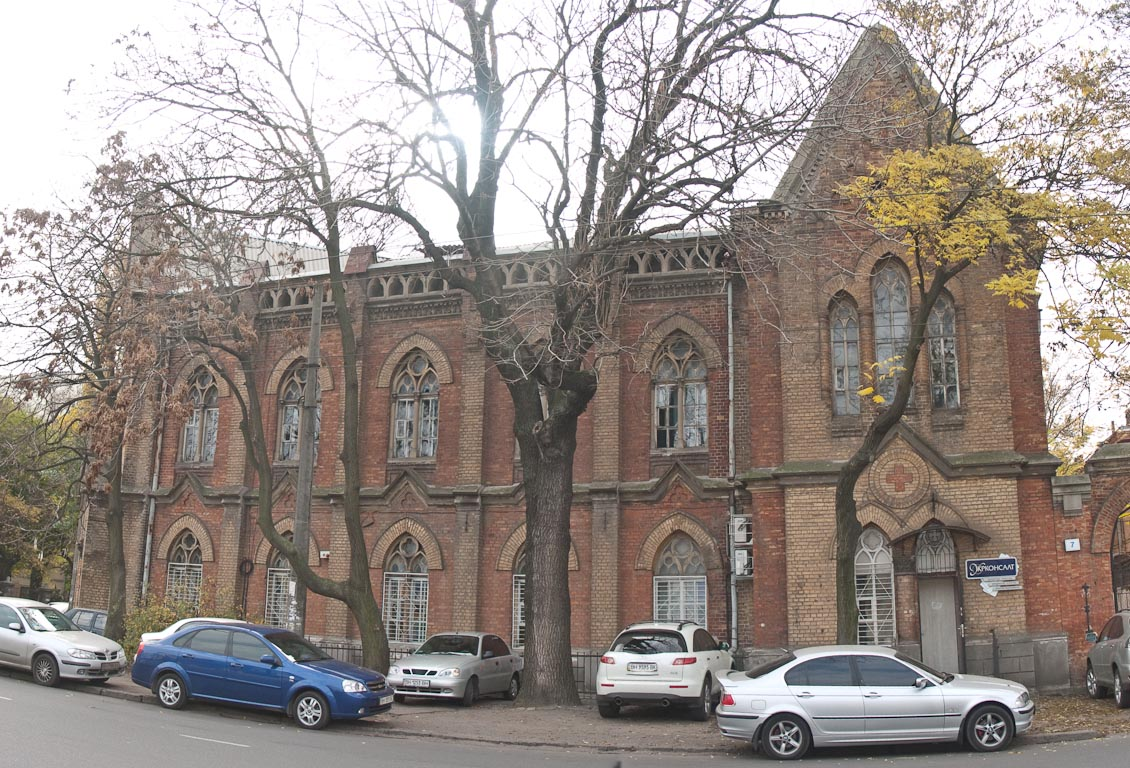
Амбулаторія товариства "Червоного Хреста", 1896 - 1898
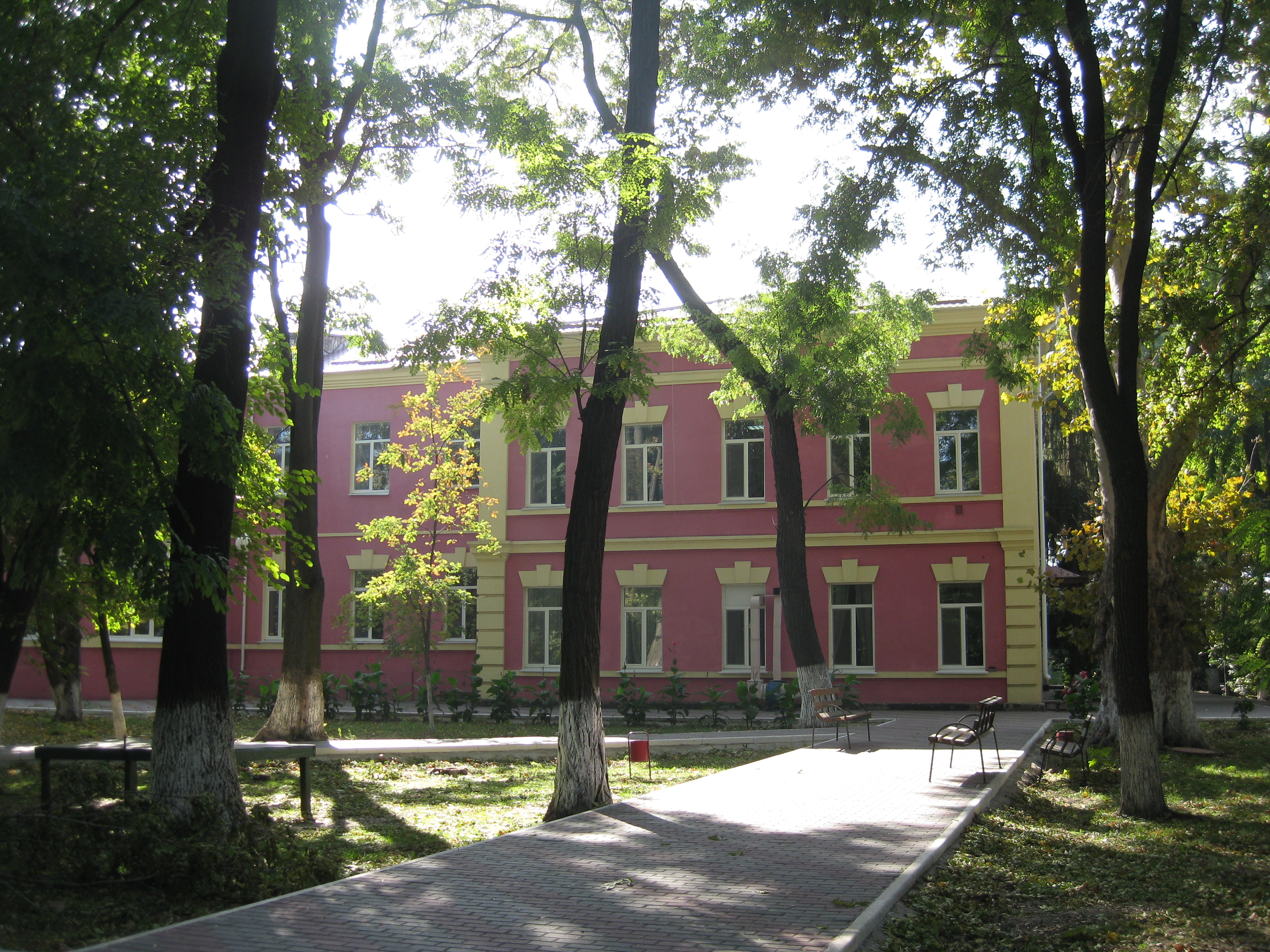
Лікарня фабрично-заводських робочих Червоного хреста, кін. 1890-х
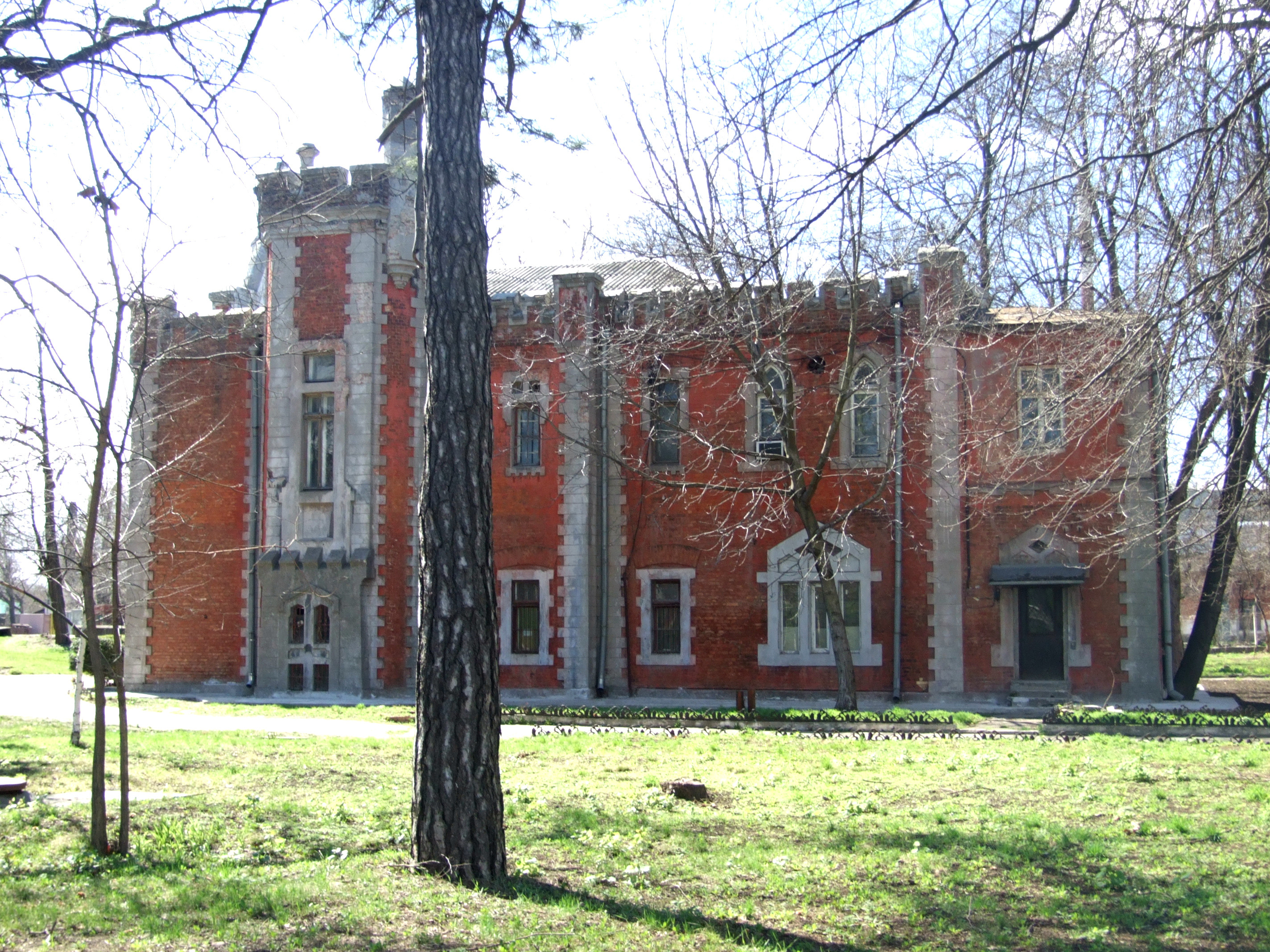
Будинок управляючого станцією міського водогона "Одеса-Чумка", 1899
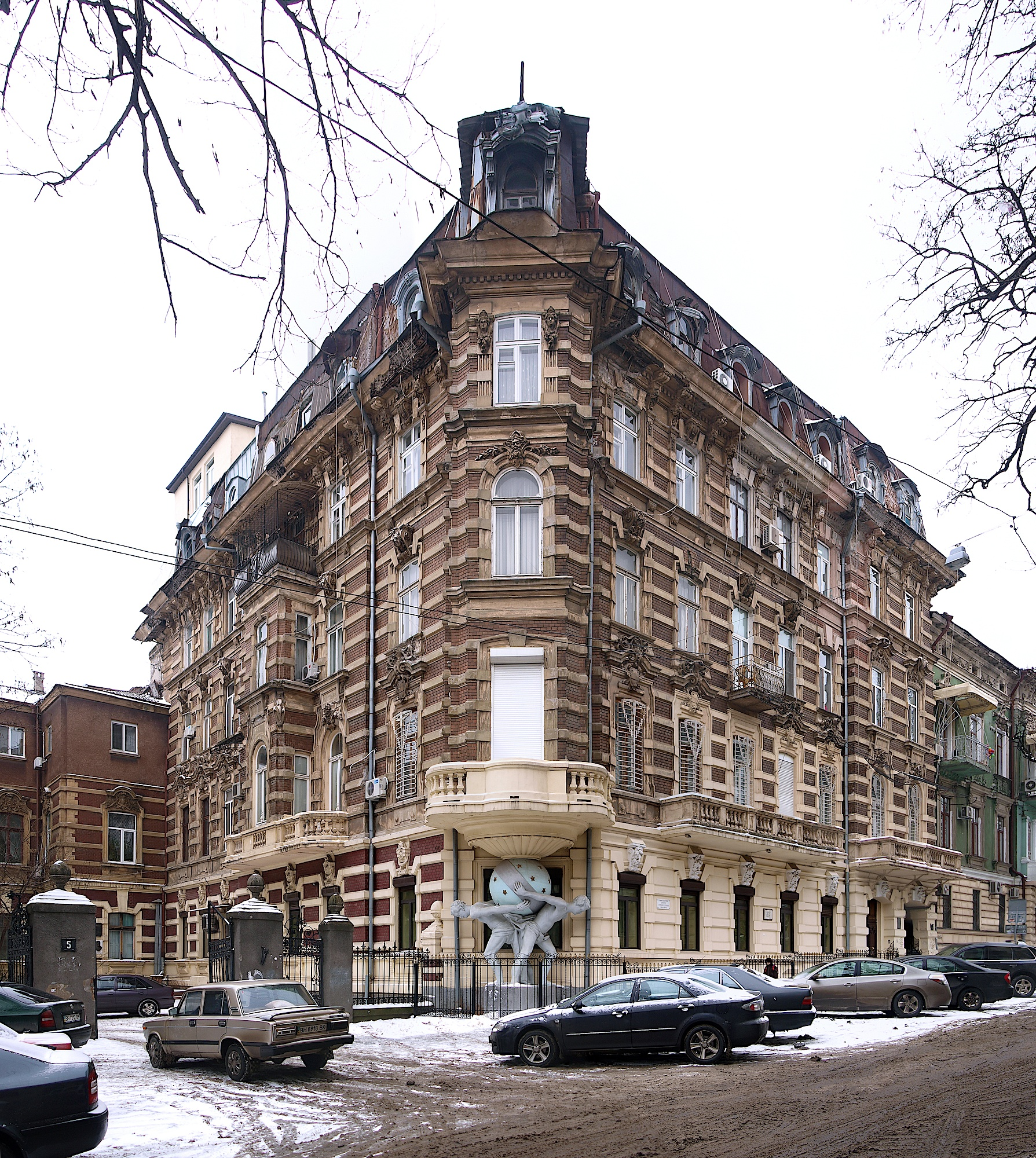
Будинок Фальц-Фейна (спільно з Л. Л. Влодеком), 1899 - 1900
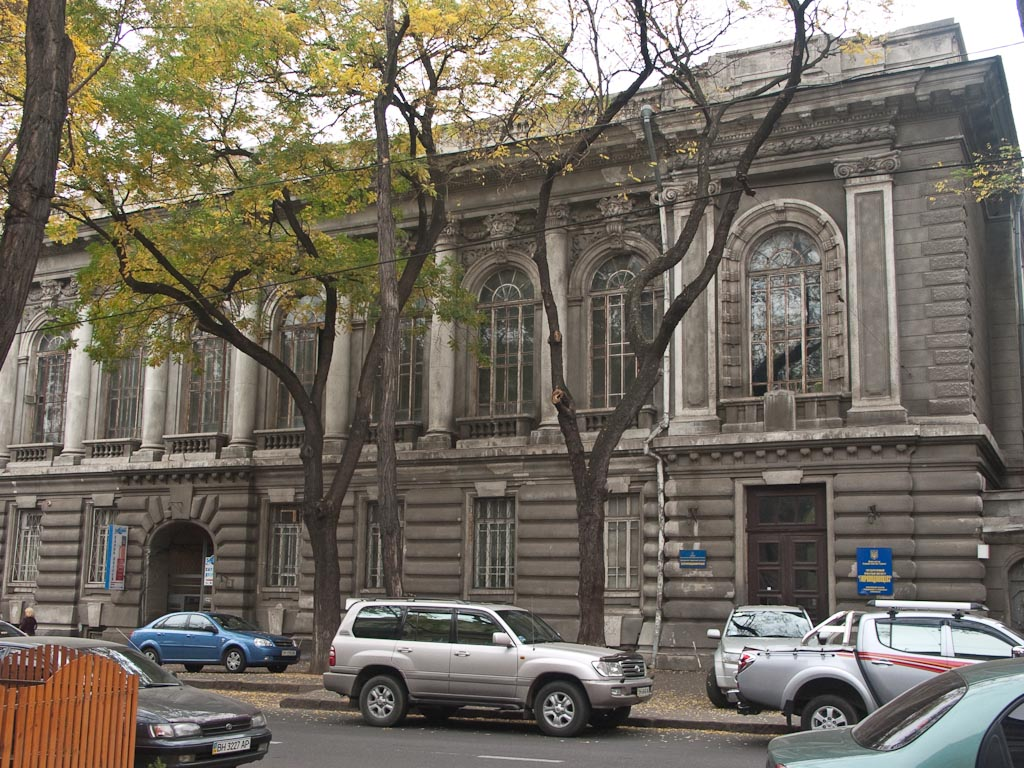
Бесарабсько-Таврійський банк, 1900
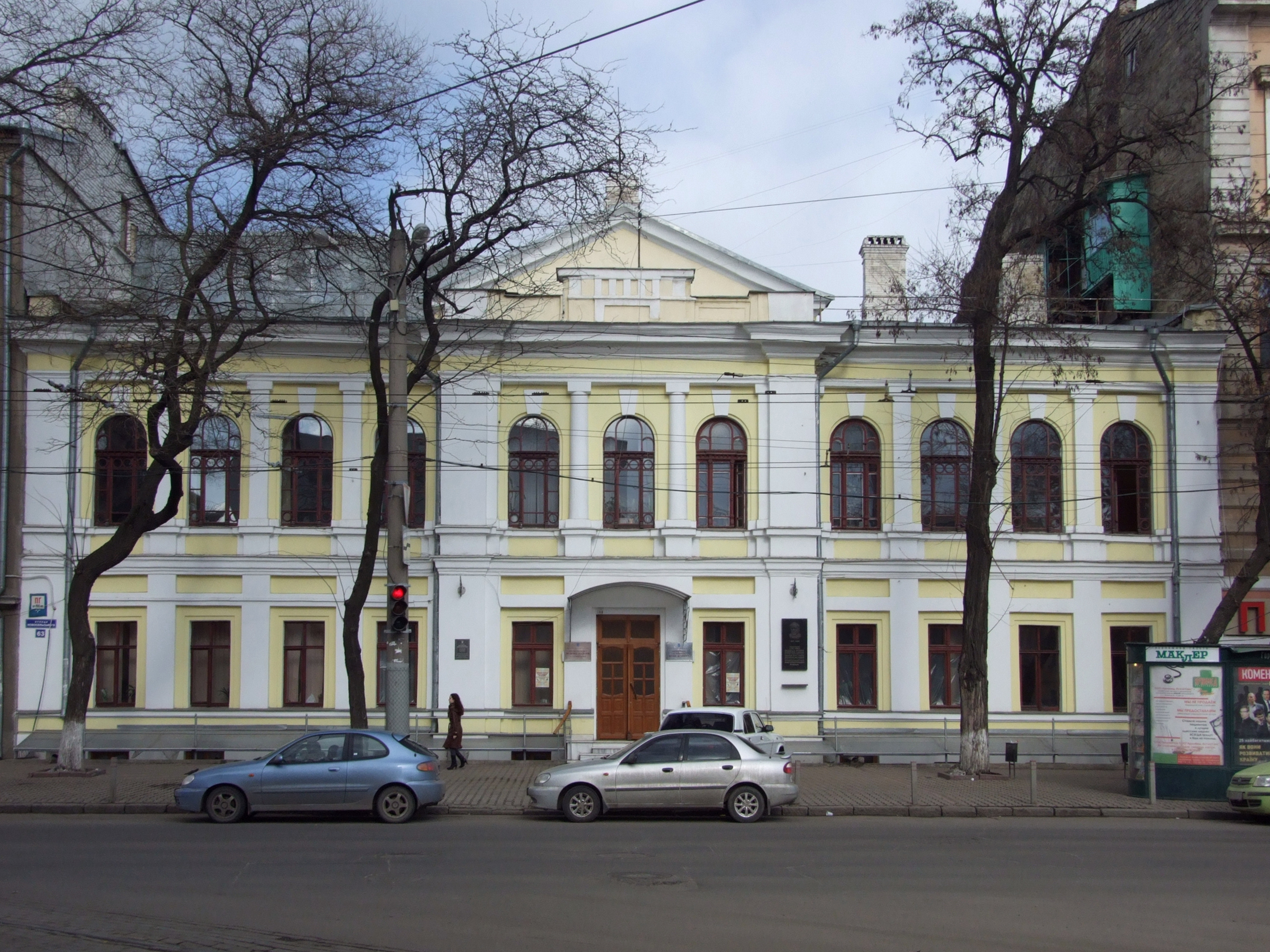
Будинок Одеського відділення Імператорського Російського музичного товариства, 1900 - 1901
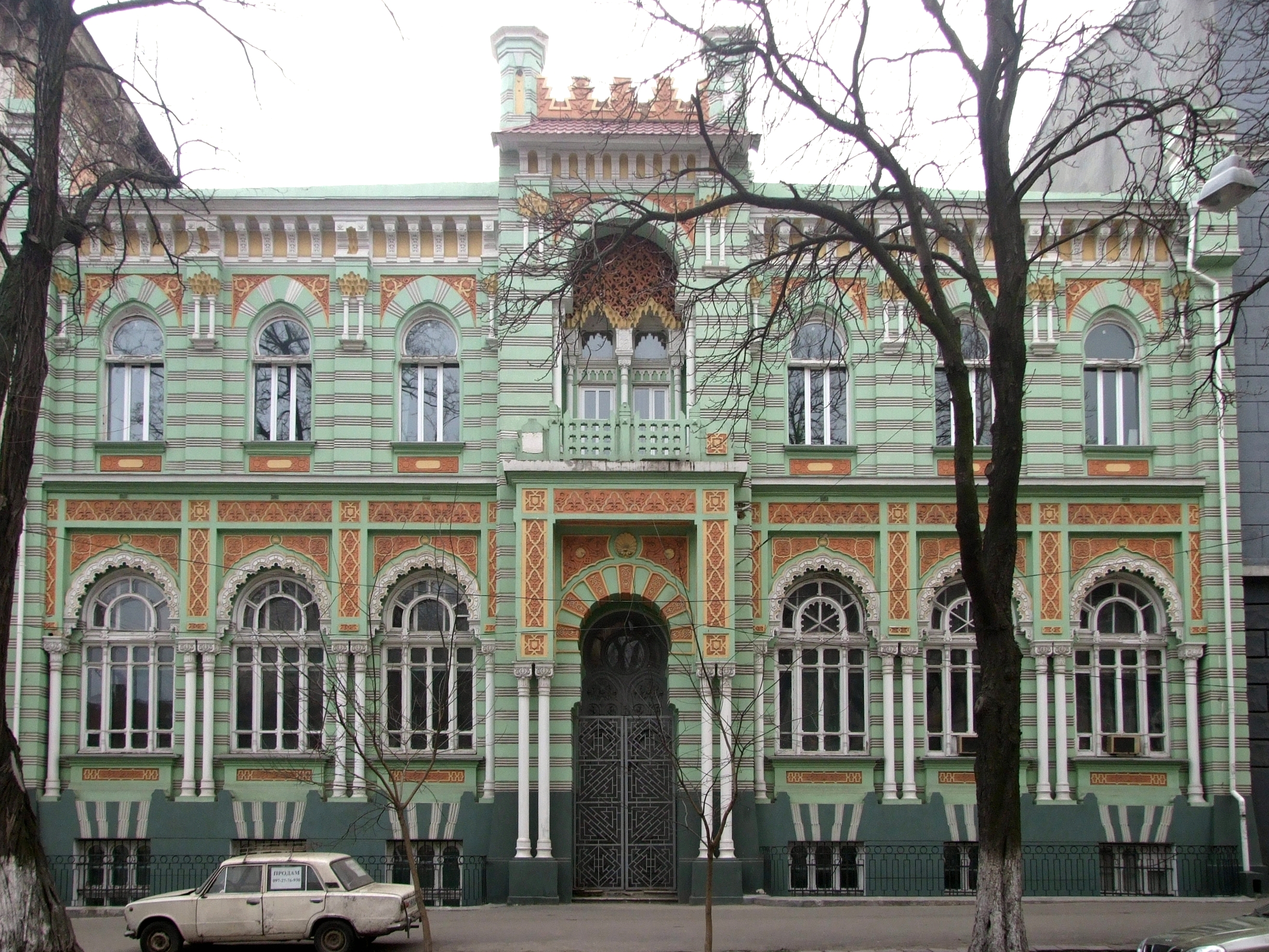
Гідропатичний заклад доктора Абеля і Валіка, 1901 - 1902
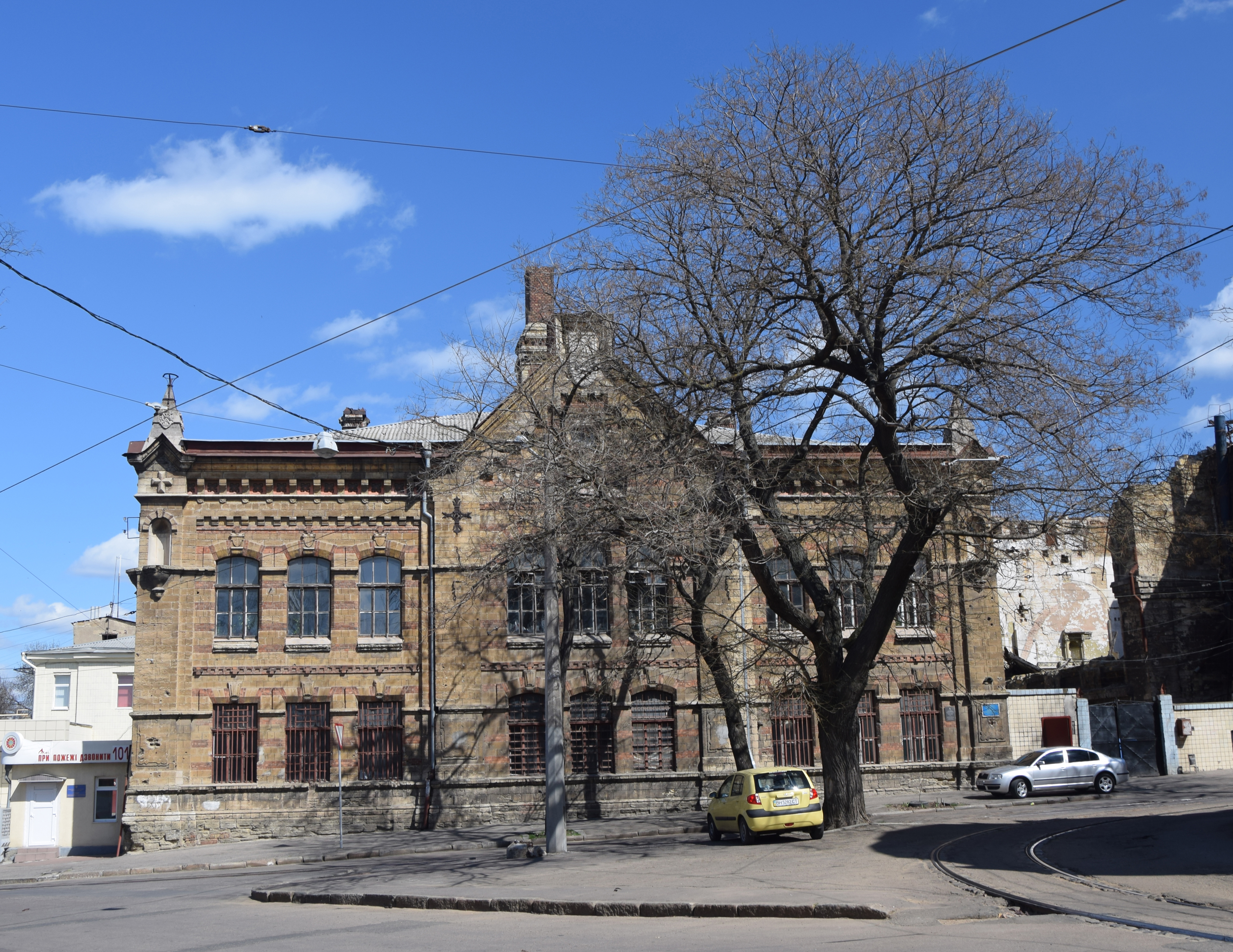
Школа будівельників Одеського відділення Російського Технічного товариства, 1902
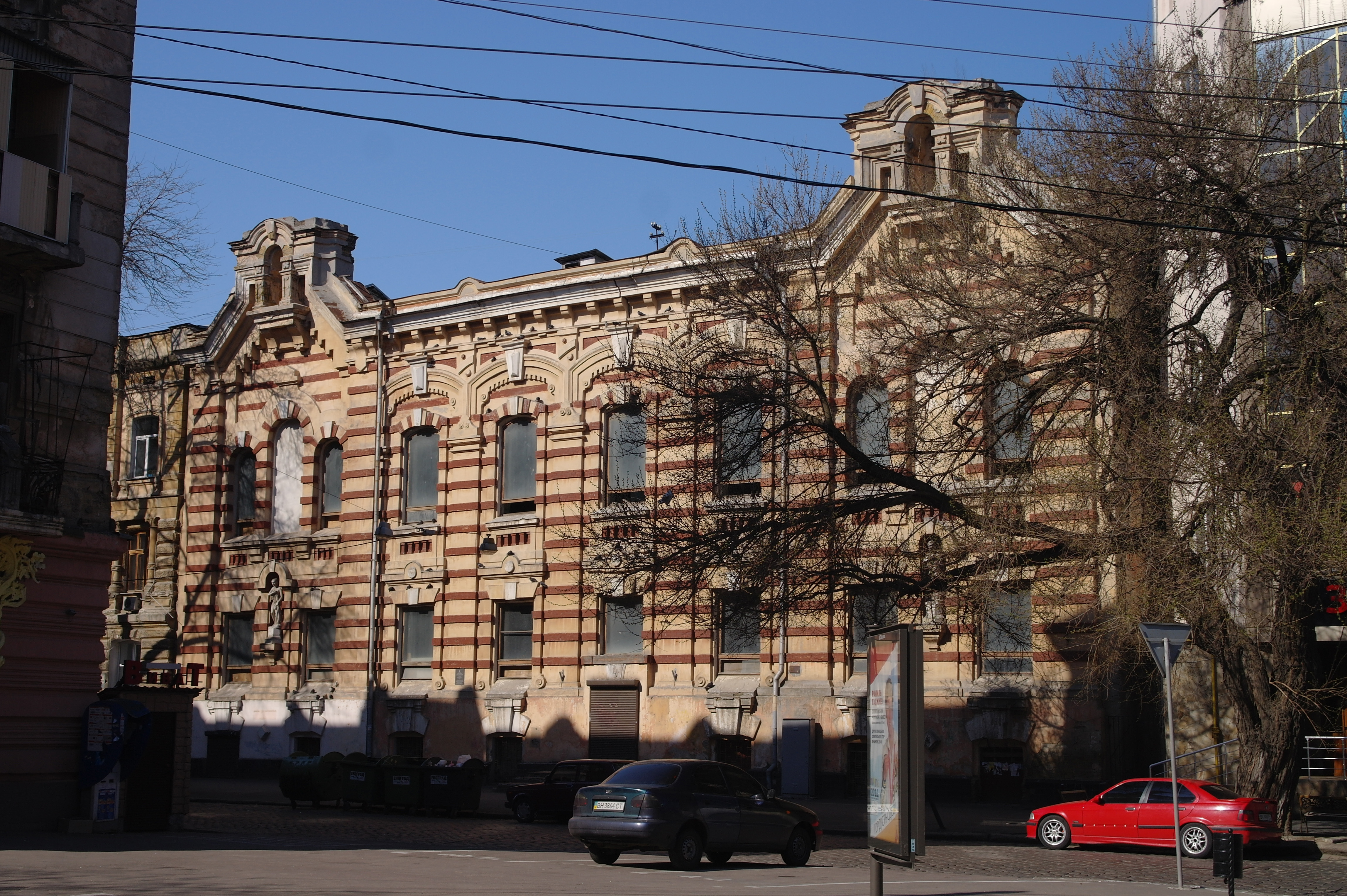
Лазня С. Ісаковича, 1902
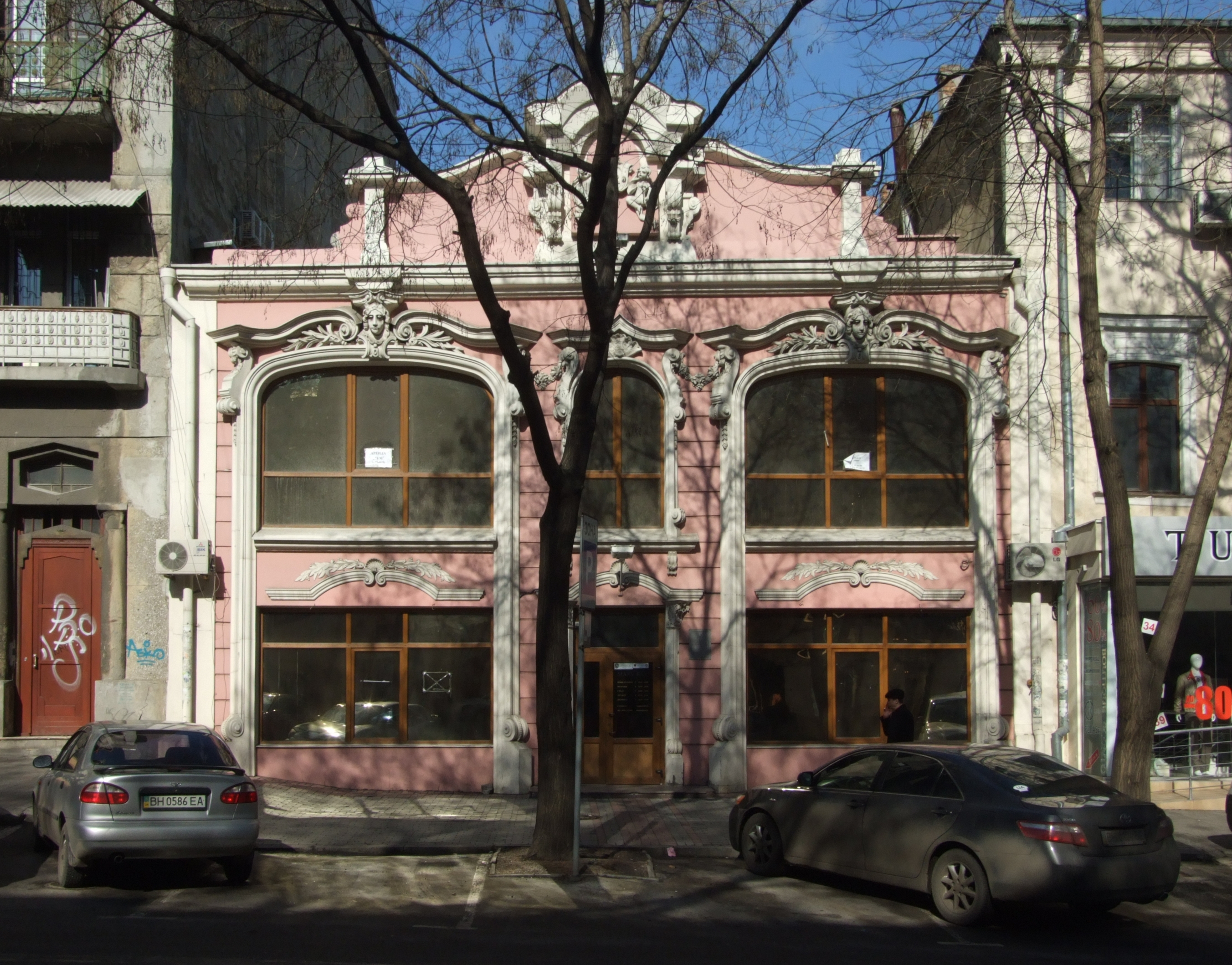
Будинок торгового дому Кроне, 1902
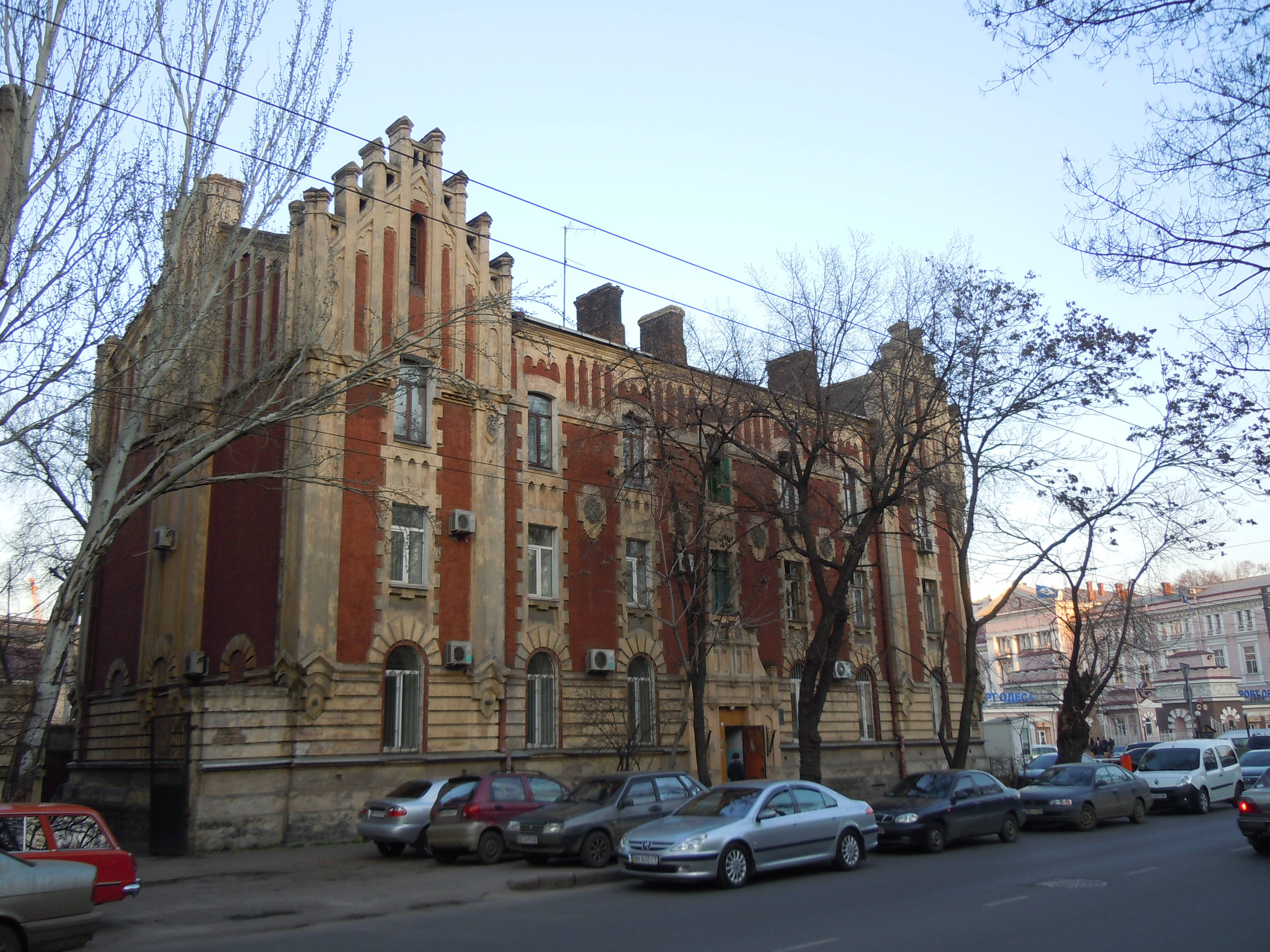
Житловий будинок Південно-західної залізниці, 1902 - 1903
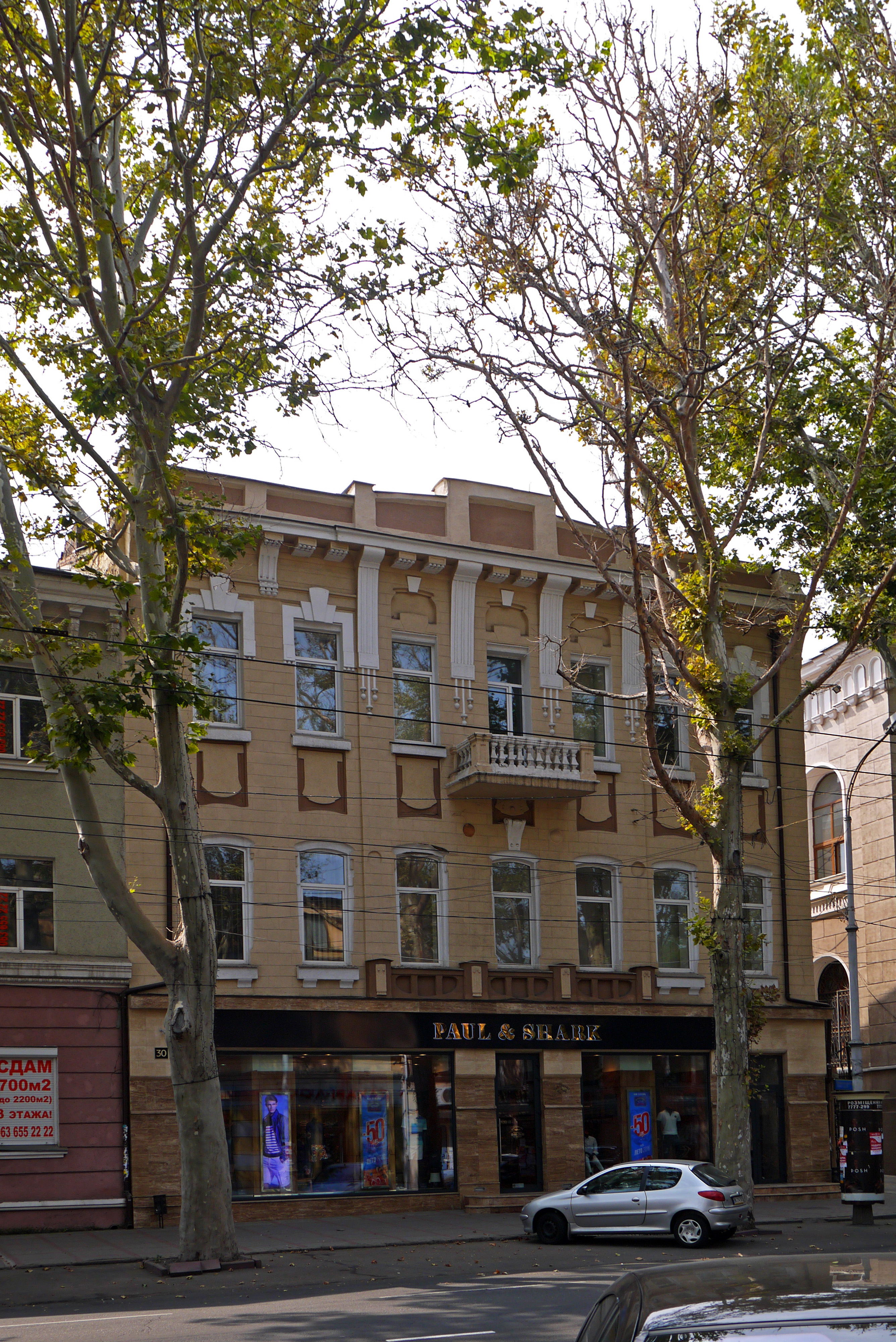
Будинок єврейського товариства, реконструкція і надбудова поч. XX ст.
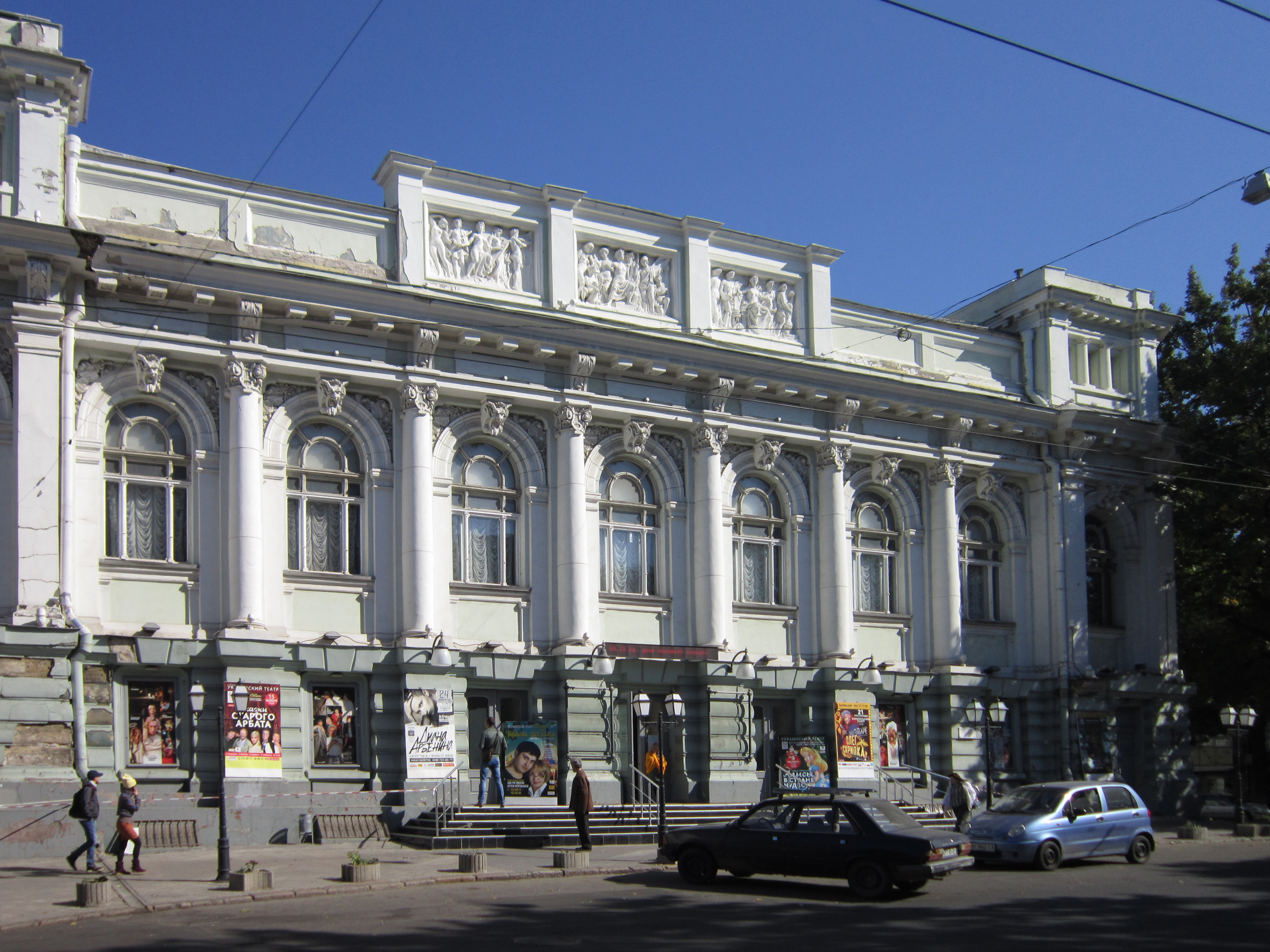
Театр Сибірякова, 1903
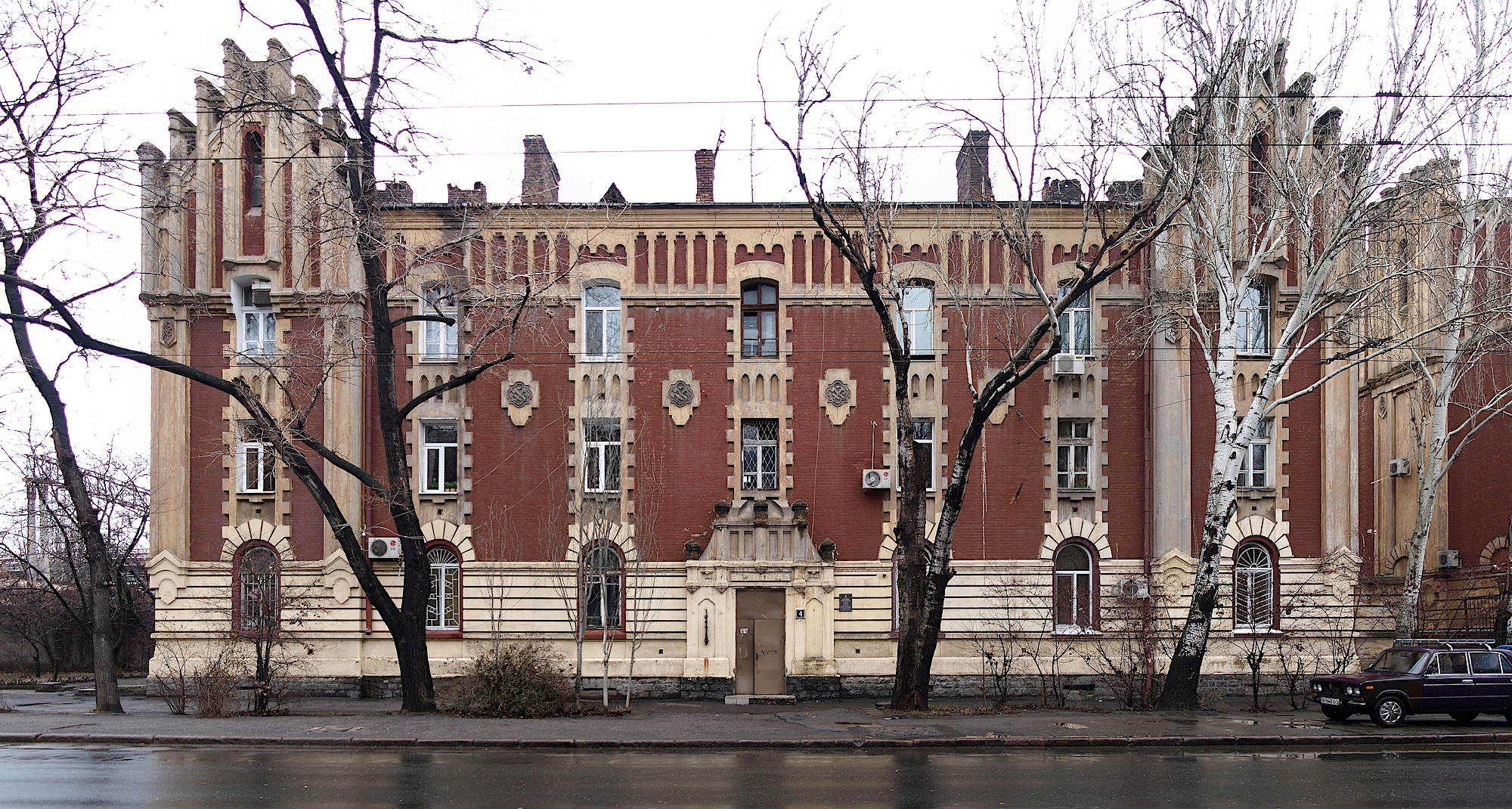
Житловий будинок Південно-західної залізниці, 1907
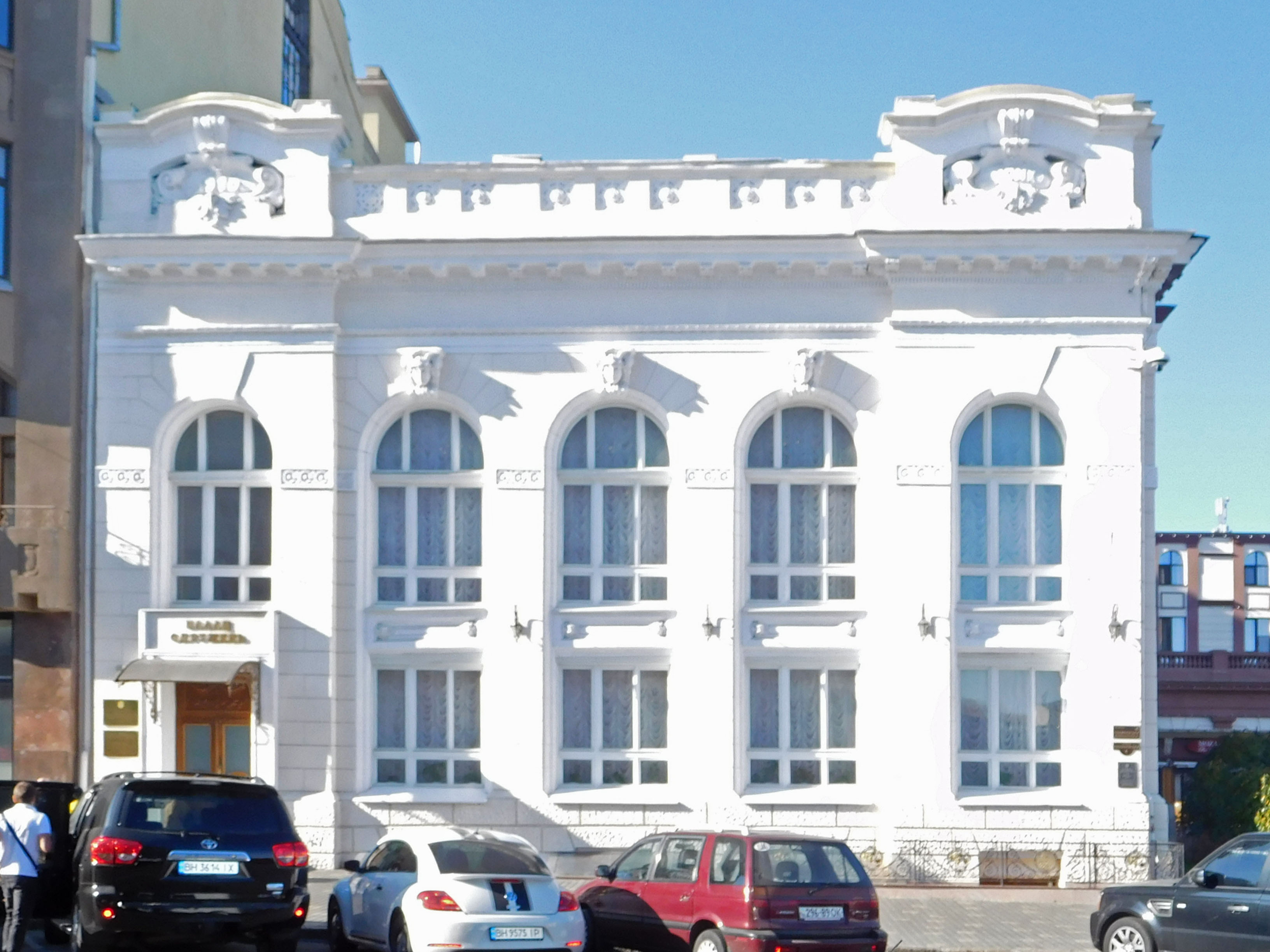
Будинок банкірського дому "М. Ашкіназі", 1910
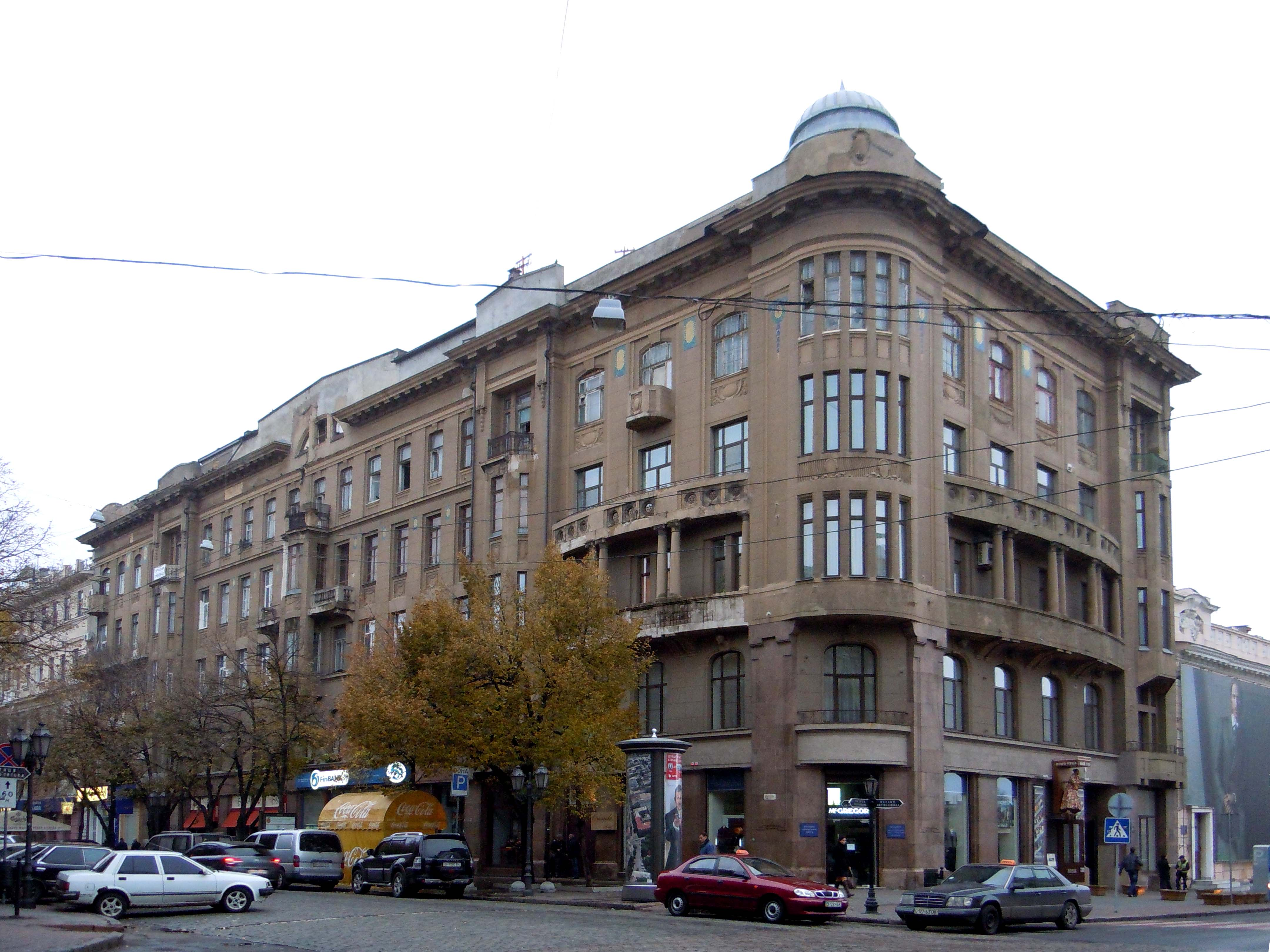
Будинок Я. О. Новикова, проєкт 1911 р., буд.: 1912 - 1913